# Ro’i Beckel
Ro’i Beckel (ur. 7 października 1987 w Petach Tikwie) – izraelski piłkarz grający na pozycji pomocnika. W seniorskiej karierze zadebiutował 8 marca 2008 r. w meczu ligi izraelskiej przeciwko zespołowi FC Aszdod przegranym przez Maccabi Petach Tikwa 0:3. W latach 2011–2013 grał w najwyższej klasie rozgrywkowej ligi cypryjskiej w klubie Alki Larnaka. Od 2013 roku gra w izraelskim klubie FC Aszdod.